# 東京都立八王子西特別支援学校
東京都立八王子西特別支援学校（とうきょうとりつ はちおうじにしとくべつしえんがっこう、英: Tokyo Metropolitan Hachioji-Nishi Special-Needs Education School）は、東京都八王子市に所在する都立の特別支援学校。知的障害のある児童・生徒を対象としており、小学部・中学部・高等部を設置している。

## 沿革
- 平成31年（2019年）4月1日 - 東京都立八王子地区第二特別支援学校（仮称）の開設準備室が、東京都立八王子特別支援学校内に設置される[2]。
- 令和元年（2019年）9月26日 - 校名が「東京都立八王子西特別支援学校」と決定される。井上美保が初代校長として発令（八王子特別支援学校長を兼務）。
- 令和元年（2019年）10月4日 - 校章を決定。
- 令和元年（2019年）12月25日 - 校歌を制定。
- 令和2年（2020年）3月 - 校舎が竣工。新校舎の引き渡しが行われる。
- 令和2年（2020年）4月1日 - 東京都立八王子西特別支援学校が正式に開校。小学部30学級、中学部17学級、高等部22学級の計69学級で発足。
- 令和2年（2020年）4月7日 - 新型コロナウイルス感染拡大による臨時休校に伴い、第1回小学部・中学部入学式を中止。
- 令和2年（2020年）4月8日 - 新型コロナウイルス感染拡大による臨時休校に伴い、第1回高等部入学式を中止。
- 令和4年（2022年）4月1日 - 八王子特別支援学校の再開校に伴い、小学部・中学部の通学区域が変更となる。

## 児童・生徒・教職員数
令和7年4月1日時点で、全72学級（小学部27学級・中学部17学級・高等部28学級）があり、児童・生徒は381名在籍している。教職員は常勤で160名が勤務している。

## 通学区域
- 町田市
  - 相原町、小山町、小山ヶ丘
- 八王子市西部地域
  - 川口町、上川町、犬目町、楢原町、美山町、大楽寺町、上壱分方町、諏訪町、四谷町、叶谷町、泉町、横川町、弐分方町、川町、元八王子町、下恩方町、上恩方町、西寺方町、小津町
- 八王子市西南部地域
  - 東浅川町、初沢町、高尾町、南浅川町、西浅川町、裏高尾町、廿里町、並木町、散田町、山田町、めじろ台、長房町、城山手、狭間町、椚田町、館町、寺田町、大船町

町田市在住の生徒は、中学部卒業後、東京都立八王子南特別支援学校へ進学する。

## スクールバスコース
- みなみ野コース
- 恩方コース
- 元八王子コース
- 御殿峠コース
- 寺田コース
- 陣馬コース
- 石川コース
- 川口コース
- 多摩境コース
- 大和田コース
- 藤倉（1）コース
- 藤倉（2）コース
- 藤倉（3）コース
- 楢原コース
- 日吉コース
- 北野コース[5]

## 部活動
- 球技部
- 太鼓部
- バスケットボール部
- バンド部
- 陸上競技部
- ダンス同好会[6]

## 歴代校長
- 初代校長　井上美保（2020年4月1日～2023年3月31日）
- 第2代校長　坂口しおり（2023年4月1日～）[7]

## アクセス
- 京王高尾線・狭間駅から徒歩約8分
- JR中央線・高尾駅から徒歩約11分